# Natacha Vas-Deyres
Natacha Vas-Deyres, née le 23 juin 1969 à Bordeaux, est une essayiste, enseignante et conférencière française, spécialiste d’anticipation et de science-fiction. Présidente du Festival Hypermondes depuis 2021, elle a reçu en 2013 le grand prix de l’imaginaire pour son essai Ces Français qui ont écrit demain.

## Biographie
Agrégée de Lettres modernes depuis 1999, devenue docteure en littérature française, francophone et comparée en 2007, Natacha Vas-Deyres est professeure de chaire supérieure en CPGE à Bordeaux, chargée de cours et chercheuse associée au Laboratoire pluridisciplinaire de recherches sur l'imaginaire appliquées à la littérature (Lapril/PLURIELLES) de l'Université Bordeaux Montaigne. Elle fut formée à la recherche par Claude-Gilbert Dubois, spécialiste de l'utopie littéraire, puis par Bernard Cocula et Philippe Baudorre, historiens de la littérature française du XXe siècle.
Ses travaux portent essentiellement sur la reconnaissance de la littérature d'anticipation sociale et de la science-fiction au XXe siècle, notamment celle de l'entre-deux-guerres. Natacha Vas-Deyres cherche à établir l'institution d'une veine littéraire courant des œuvres utopiques françaises et francophones depuis le XIXe siècle jusqu'aux romans de science-fiction contemporains (Elisabeth Vonarburg, Joelle Wintrebert, Pierre Bordage, Serge Lehman, Ayerdhal…) pour proposer une histoire globale du genre  en France et donner une visibilité à cette littérature « centrale » et « essentielle » de notre temps selon Ray Bradbury. Depuis 2019, elle travaille également en collaboration avec des scientifiques au sein de l'Université de Bordeaux. Membre du programme du Laboratoire d'Astrophysique de Bordeaux ORIGINS, elle tente de théoriser le rapport cosubstantiel existant entre la démarche scientifique et la créativité de la fiction, notamment dans le corpus de la Hard science-fiction anglo-saxonne et francophone.
Ses recherches monographiques sont principalement tournées vers Régis Messac, pour la période de l'entre-deux-guerres, et Michel Jeury, dans le cadre de ses études sur la littérature contemporaine. Elle a publié un ouvrage collectif consacré à l'œuvre journalistique de Régis Messac, écrivain, universitaire, l'un des premiers grands spécialistes de l'utopie et de la science-fiction. Elle est à l'origine de l'exposition désormais itinérante « Entre futurs et terroirs » consacrée à Michel Jeury, qui s'est tenue à Issigeac en Dordogne en 2013 et a co-organisé la 43e convention nationale de science-fiction en août 2016 à Gradignan (Bordeaux-Métropole) et celle de Bergerac, Cyrano2.22, en août 2022. Elle a été invitée en 2023 par la WorldCon à Chengdu pour visibiliser la science-fiction française et européenne en Chine.
Depuis 2013, Natacha Vas-Deyres est présidente de l'Association des amis de Michel Jeury et fut vice-présidente du Centre d'études et de recherches sur les littératures de l'imaginaire (CERLI) jusqu'en 2019. Elle est également membre de la Science Fiction Research Association (en), du comité éditorial de la revue universitaire en ligne ResFuturae et de l'Académie Montesquieu. En 2015, elle fonde aux Presses universitaires de Bordeaux la collection « SF Incognita », destinée à la publication d'essais et d'inédits (fiction, textes autobiographiques, correspondance...) consacrés à la science-fiction française ou internationale. Elle participe également à des festivals consacrés aux domaines de l'imaginaire, à la littérature ou à la science (Congrès Boréal au Canada, Les Utopiales à Nantes, Les Imaginales à Épinal, Étonnants voyageurs à Saint Malo, Pint of science, Bordeaux Geek Festival, Animasia...). Dans cette même perspective elle cofonde avec Anne Besson (Université d'Artois) « L'Université de l'imaginaire » sur le site Actusf en 2017. Elle est membre de l'équipe pédagogique du MOOC Science-fiction de l'Université d'Artois, fut jurée du prix des Imaginales jusqu'en 2021 et elle est membre du comité éditorial de la nouvelle revue Chimères fondée en 2024 par Anne Besson et Victor Battagion, rédacteur en chef adjoint du magazine Historia.
Depuis 2013, elle est régulièrement invitée sur France Inter et France Culture pour les émissions Blockbusters, Mauvais genres, le Cours de l'histoire, la Méthode scientifique/La Science CQFD, les Matins.
En 2021, elle co-fonde Hypermondes avec l'astrophysicien Franck Selsis et l'éditeur André-François Ruaud, le premier festival consacré aux mondes de l'imaginaire en Nouvelle-Aquitaine. Elle en préside les cinq premières éditions en collaboration avec l'autrice Silène Edgar et Nicolas Rougier, directeur de recherches en neurosciences computationnelles et intelligence artificielle.

## Œuvres

### Ouvrages
- Fantasy et médias, en collaboration avec Anne Besson et Florent Favard, coll. Les trois souhaits, éditions Actusf, 2023,  (ISBN 978-2-37686-586-5).
- Science-fiction ! Voyage dans la modernité, en collaboration avec Serge Lehman et André-François Ruaud, coll. Miroirs, Les Moutons électriques, 2022,  (ISBN 978-2-36183-817-1).
- Utopies, anthologie Hypermondes#2, en collaboration avec Loic Nicolas, Les Moutons électriques, 2022,  (ISBN 978-2-36183-821-8), qui a obtenu le Grand prix de l'imaginaire de la nouvelle francophone pour Claire Duvivier
- Le Bazar imaginaire de Jacques Spitz, en collaboration avec François Ouellet et Patrick Guay, coll. Interférences, Presses Universitaires de Rennes, 2022,  (ISBN 978-2-753585836).
- C'était demain : anticiper la science-fiction en France et au Québec (1880-1950), en collaboration avec Patrick Bergeron et Patrick Guay, coll. Eidôlon no 123, Presses universitaires de Bordeaux, 2018,  (ISBN 979-1-09-105224-5).
- Michel Jeury, Carnets chronolytiques, en collaboration avec Richard Comballot, coll. SF Incognita, Presses universitaires de Bordeaux, 2015,  (ISBN 979-10-300-0024-5).
- Les Dieux cachés de la science-fiction française et francophone (1950-2010), en collaboration avec Patrick Bergeron, Patrick Guay et Florence Plet-Nicolas, coll. Eidôlon no 111, Presses universitaires de Bordeaux, 2014  (ISBN 979-10-91052-11-5). [lire en ligne l'avant-propos].
- Ces Français qui ont écrit demain. Utopie, anticipation et science-fiction au XXe siècle, Paris, Honoré Champion, 2012  (ISBN 9782745323712), réédité en 2013 et 2014  (ISBN 9782745326669)[15].
- Régis Messac, l’écrivain-journaliste à re-connaître, en collaboration avec Olivier Messac, Éditions ex nihilo, Paris, 2011  (ISBN 978-2-916185-20-0).
- L’Imaginaire du Temps dans le fantastique et la science-fiction, en collaboration avec Lauric Guillaud, coll. Eidôlon no 91, Presses universitaires de Bordeaux, 2011  (ISBN 9782903440916).

### Préfaces
- Préface de Valcrétin, Régis Messac, Paris, éditions La Grange Batelière, 2023,  (ISBN 979-10-97127-39-8).
- « Introduction : Jean-Claude Dunyach, The Poet of the Flesh », préface de Paranamanco, Jean-Claude Dunyach (trad. Sheryl Curtis), Hollywood Comics, 2023.
- « Le monde vert de Dune », dans Les Enfants de Dune, Frank Herbert, Dune, tome 3, coll. Ailleurs&Demain, Robert Laffont, 2022,  (ISBN 978-2221259931).
- « Les mondes verts de la science-fiction », dans Demain  l’écologie ! Utopies et anticipation environnementales, éditions Archéosf, 2020,  (ISBN 978-2371776050).
- « Francis Carsac, au-delà de la terre et des étoiles », dans Ce monde est nôtre de Francis Carsac, Talence, L’Arbre vengeur, 2018 [1962],  (ISBN 979-1091504720).
- « Régis Messac l'utopien », Régis Messac, dans Propos d'un utopien, tome I, Paris, éditions Ex nihilo, coll. « Hier et demain », 2015,  (ISBN 9782916185293).
- « Michel Jeury ou la tentation de l'autobiographie », dans les Carnets chronolytiques de Michel Jeury, coll. SF Incognita, Presses universitaires de Bordeaux, 2015,  (ISBN 979-1030000245).
- « L’homme et la fourmi : une question de point de vue », dans L’Homme fourmi, Han Ryner, éditions de l’Arbre Vengeur, Talence, 2013 [1901],  (ISBN 979-1091504072)..
- « Régis Messac et les femmes », dansLa Cité des asphyxiés de Régis Messac, Paris, éditions Ex nihilo, 2010 [1937],  (ISBN 978-2916185095).

### Direction de revue/Dossiers
- Voyages intérieurs et espaces clos dans les domaines de l’imaginaire (littérature, cinéma, transmédias) XIX-XXIe siècles, en collaboration avec Delphine Gachet et Florence Plet, revue Le Fil à retordre/CLARE n°1, Université Bordeaux Montaigne, juillet 2020.
- Frankensteins intermédiatiques/Intermedial Frankensteins, revue Leaves no 9[16]en collaboration avec Jean-François Baillon, Delphine Gachet, Nicolas Labarre et Gilles Menegaldo, février 2020.
- Dossier Pierre Bordage, Res Futurae no 13[17], en collaboration avec Claire Cornillon, juin 2019.
- Dossier "Arts et littératures de l'imaginaire", Université de l'imaginaire, en collaboration avec Anne Besson, Actusf, avril 2019[18].

### Prix et distinctions
- Grand prix de l'imaginaire 2013 catégorie essai pour Ces Français qui ont écrit demain. Utopie, anticipation et science-fiction au XXe siècle.
- Grand prix de l'imaginaire 2016 catégorie Prix spécial pour les Carnets chronolytiques de Michel Jeury, en collaboration avec Richard Comballot.
- Jamie Bishop Memorial Award 2016, en collaboration avec Patrick Bergeron (Université du Nouveau-Brunswick)[19].
- Grand prix de l'action culturelle catégorie innovation 2025[20] de la Société française des intérêts des auteurs de l'écrit (SOFIA) pour le Festival Hypermondes.